# Copa Regional Dorada de Cooperación de la Asociación del Sur de Asia 1993
La Copa Regional Dorada de Cooperación de la Asociación del Sur de Asia 1993 fue la primera edición del hoy llamado Campeonato de la SAFF, torneo de fútbol a nivel de selecciones nacionales organizado por la Federación de fútbol del Sur de Asia (SAFF). Se llevó a cabo en la ciudad de Lahore, en Pakistán, y contó con la participación de 4 seleccionados nacionales masculinos. El campeón fue India.

## Formato
Las 4 selecciones participantes se enfrentaron bajo el sistema de todos contra todos, a una sola rueda, de manera tal que cada una de ellas disputó tres partidos. Los puntos se computaron a razón de 3 —tres— por partido ganado, 1 —uno— en caso de empate y 0 —cero— por cada derrota.

## Sede
| Lahore |                 |
| ------ | --------------- |
| Lahore | Pakistán        |
| Lahore | Railway Stadium |
| Lahore | Lahore          |
| Lahore | Capacidad:5,000 |

## Equipos participantes
| Equipos participantes | Equipos participantes |
| --------------------- | --------------------- |
| India                 | Pakistán              |
| Nepal                 | Sri Lanka             |

## Resultados y posiciones
| Pos. | Equipo    | Pts. | PJ | G | E | P | GF | GC | Dif. | Final result |
| ---- | --------- | ---- | -- | - | - | - | -- | -- | ---- | ------------ |
| 1    | India     | 7    | 3  | 2 | 1 | 0 | 4  | 1  | +3   | Campeón      |
| 2    | Sri Lanka | 4    | 3  | 1 | 1 | 1 | 4  | 2  | +2   |              |
| 3    | Nepal     | 2    | 3  | 0 | 2 | 1 | 1  | 2  | −1   |              |
| 4    | Pakistán  | 2    | 3  | 0 | 2 | 1 | 2  | 6  | −4   |              |

 Fuente: RSSSF
| Fecha               | Lugar  |           |                      | Resultado |                      |           |
| ------------------- | ------ | --------- | -------------------- | --------- | -------------------- | --------- |
| 16 de julio de 1993 | Lahore | India     | Bandera de la India  | 2 – 0     | Bandera de Sri Lanka | Sri Lanka |
| 16 de julio de 1993 | Lahore | Pakistán  | Bandera de Pakistán  | 1 – 1     | Bandera de Nepal     | Nepal     |
| 18 de julio de 1993 | Lahore | Pakistán  | Bandera de Pakistán  | 0 – 4     | Bandera de Sri Lanka | Sri Lanka |
| 19 de julio de 1993 | Lahore | Sri Lanka | Bandera de Sri Lanka | 0 – 0     | Bandera de Nepal     | Nepal     |
| 21 de julio de 1993 | Lahore | India     | Bandera de la India  | 1 – 0     | Bandera de Nepal     | Nepal     |
| 23 de julio de 1993 | Lahore | Pakistán  | Bandera de Pakistán  | 1 – 1     | Bandera de la India  | India     |

|                     |
| Bandera de la India |
| Campeón             |
| India               |
| 1.º título          |